# Şeref Osmanoğlu
Pour les articles homonymes, voir Osmanoğlu.
Şeref Osmanoğlu (né Sheryf El-Sheryf le 2 janvier 1989 à Simferopol en RSS d'Ukraine) est un athlète ukrainien naturalisé turc en 2014, spécialiste du triple saut.

## Biographie
Son père est un médecin soudanais qui a épousé une ukrainienne. Son surnom ukrainien est « Shera ». Sa jeune sœur, Fatima, est une ancienne gymnaste et désormais une top-model ukrainienne reconnue.

## Carrière
D'abord partagé entre différents sports, il semble d'abord préférer la boxe. Cependant, à l'âge de 13 ans, il s'inscrit au Sport College (lycée sportif) de Brovary, à proximité de Kiev pour y faire de l'athlétisme, après y avoir été invité par Valeriy Gredunov, l'entraîneur de Viktor Kuznyetsov. Il débute par le saut en longueur, pour opter par la suite pour le triple saut deux ans plus tard — première compétition en  mai 2004. En 2005, il remporte les Championnats d'Ukraine juniors et est sélectionné dans l'équipe de cadets qui participe aux Championnats du monde d'athlétisme jeunesse de Marrakech — où il se qualifie pour la finale mondiale et réussit son tout premier saut au-delà de 16 m, en terminant 5e en 16,18 m le 16 juillet.
Le 4 juin 2006, il porte son record personnel à 16,30 m à Brovary, mais dix jours avant les Gymnasiades mondiales à Salonique, il tombe assez gravement malade (angine purulente) ce qui, malgré une fièvre à 40 °C, lui permet néanmoins de remporter la compétition en Grèce, en 16,11 m et alors qu'il n'avait que 17 ans. Il participe aux Championnats du monde juniors à Pékin, pour obtenir encore une fois la 5e place en 16,09 m tandis qu'il travaille simultanément et assez activement comme importateur de marchandises américaines en Ukraine. Dès l'automne 2006, il change d'entraîneur pour Yuriy Horbachenko (celui d'Olena Hovorova et de Roman Shchurenko, deux médaillés de bronze aux Jeux olympiques de Sydney), mais il s'entraîne assez peu, en se consacrant davantage à ses affaires qu'au sport. Après avoir sauté à 16,10 m à Mykolaïv en juin, il termine ainsi 6e lors des Championnats d'Europe juniors à Hengelo, en sautant 15,93 m en finale et 16,03 m en qualification. L'année suivante, il termine seulement 9e des Championnats du monde juniors à Bydgoszcz, avec 15,43 m et 15,67 en qualification. Son entraîneur se sépare de lui, en raison de son manque de motivation, malgré un 16,60 m en salle à Soumy en février 2008, son record personnel. Mais en mars 2009, il déménage de Kiev à Dnipropetrovsk où il demande à Anatoliy Ornandzhy (l'entraîneur d'Oleksiy Lukashevych) de le prendre sous son aile, en recommançant de zéro. En 2009-2010, il améliore sa force, sa vitesse et sa technique, en faisant très peu de compétitions, notamment en raison de blessures. Le résultat de ces efforts se verra surtout à partir de l'hiver 2010-2011. Lors des championnats nationaux en salle à Soumy, il saute 16,42 m au premier essai, avec une planche anticipée de plus de 70 cm, et se blesse à la hanche. Il renonce à toute autre compétition hivernale pour se consacrer à celles en plein air.
Il remporte l'Universiade nationale à Yalta, à la fois à la longueur et au triple saut, avec deux records personnels à 7,99 m (le 18 mai) et à 16,92 m. Sa hanche lui posant toujours problème, il ne participe qu'à la Coupe d'Ukraine le 31 mai et est sélectionné pour les Championnats d'Europe par équipes, après avoir remporté cette épreuve en 7,85 m. Avant Stockholm, il vit très mal l'importance de cet événement, perd jusqu'à quatre kg de poids, et termine seulement 9e en Première Ligue, avec un saut modeste à 7,68 m. À son retour, il commence à mieux se préparer pour les Championnats d'Europe espoirs, en corrigeant sa technique de saut et, peu de jours avant Ostrava, il réalise 17,05 m avec une course d'élan réduite de moitié. Dès son premier essai lors des Championnats espoirs, il prend la tête du concours avec 16,99 m. Il atterrit ensuite à deux reprises très près de 17,50 m mais en mordant légèrement ses sauts : son tout dernier saut, valable, le porte à 17,72 m, le record des championnats et la deuxième meilleure performance de l'année 2011. Il n'est pas vraiment surpris par un tel résultat mais n'apprécie guère l'agitation autour de son nom, surtout avant Daegu 2011 et renonce à toute autre activité professionnelle que l'athlétisme, à l'exception de ses études, à l'université de pédagogie de Kamianets-Podilskyï, pour devenir enseignant. Il se qualifie difficilement pour la finale des Championnats du monde et en termine 12e et dernier avec 16,38 m le 4 septembre 2011.
Il se classe cinquième des championnats du monde cadets 2005, cinquième des championnats du monde juniors 2006 et neuvième de l'édition suivante en 2008.
Auteur d'un record personnel à 16,92 m en mai 2011 à Yalta, Sheryf El-Sheryf améliore cette marque de 85 centimètres lors des Championnats d'Europe espoirs d'Ostrava. Il s'empare du titre continental en réalisant successivement 16,99 m au premier essai, 17,04 m au deuxième essai, et enfin 17,72 m (+1,3 m/s) à son sixième et dernier essai. Devançant de 87 cm le Russe Aleksey Fyodorov, médaillé d'argent, l'Ukrainien établit provisoirement la deuxième meilleure performance mondiale de l'année au triple saut derrière les 17,91 m du Français Teddy Tamgho. Il termine 4e de la Ligue de diamant 2011 et prend la 2e place du concours lors de la finale du mémorial Van Damme à Bruxelles.
Il obtient la nationalité turque en 2014 et change son nom en Şeref Osmanoğlu. Il porte le record turc à 16,70 m à Mersin en mai 2015, puis à 16,74 m le 31 mai. Toujours à Mersin, il porte ce record à 16,85 m le 24 mai 2016, mesure qui lui donne exactement le minima pour les Jeux olympiques de Rio.

### Palmarès
| Date | Compétition                   | Lieu      | Résultat | Marque  |
| ---- | ----------------------------- | --------- | -------- | ------- |
| 2011 | Championnats d'Europe espoirs | Ostrava   | 1er      | 17,72 m |
| 2012 | Championnats d'Europe         | Helsinki  | 2e       | 17,28 m |
| 2015 | Coupe d'Europe des clubs      | Mersin    | 1er      | 7,37 m  |
| 2016 | Championnats d'Europe         | Amsterdam | 6e       | 16,55 m |

### Records
| Épreuve     | Épreuve      | Performance | Lieu    | Date            |
| ----------- | ------------ | ----------- | ------- | --------------- |
| Triple saut | En plein air | 17,72 m     | Ostrava | 17 juillet 2011 |
| Triple saut | En salle     | 16,81 m     | Soumy   | 18 février 2012 |